# 데시벨
데시벨(decibel, ㏈)은 전기공학이나 진동·음향공학 등에서 사용되는 무차원의 단위이다. 데시벨은 국제단위계(SI)에서 'SI와 함께 쓰지만, SI에 속하지 않는 단위'로 규정되어 있다.
데시벨은 소리의 어떤 기준 전력에 대한 전력 비의 상용로그 값인 벨(bel)의 10분의 1(=데시[d])에 해당하는 양이다. 벨(bel)의 10분의 1이란 의미에서 데시벨[dB]이며 벨 단위가 상용에서는 너무 큰 값이어서 그대로 쓰기 힘들기 때문에 통상적으로 데시벨을 이용한다. 소리의 강함(음압 레벨, SPL)·전력 등의 비교나 감쇠량 등을 에너지 비로 나타낼 때에도 사용된다. 어떤 기준치 A에 대하여 B의 데시벨 값 LB은
{\displaystyle L_{B}=10\log _{10}{\frac {B}{A}}\ \mathrm {dB} }
이 된다.
연산 증폭기 등의 증폭기의 입력 및 출력 전압비(이득, gain)를 나타내는 단위로도 사용하며, 다음 환산식에 적용하여 구한다.
{\displaystyle G=20\log _{10}{\frac {y}{x}}\ \mathrm {dB} }
(G: 데시벨로 환산한 입력/출력비 x:입력, y:출력)
전압비의 제곱이 전력비이므로, 앞의 전력비의 정의식을 전압비로 다시 쓰면 로그의 계수가 2배의 20이 된다. 입력과 출력의 차이는 0에 가까운 수치에서부터 100만 단위의 큰 수치까지 폭넓은 범위를 가질 수 있으므로, 이러한 방법을 쓴다.
전력은 전압(혹은 전류)의 제곱에 비례하므로, 10배의 전압(전류)비는 100배의 전력비가 되고, 데시벨로 나타내면 20dB가 된다. 음압 레벨에 대해서도 같다. 음압 레벨, 진동 가속도 레벨은 각각 음압(Pa) 및 진동의 가속도(m/s2)에 기초해 정의된, 레벨화하여 표현한 양(절대데시벨)이다. 전자파의 감쇠량은 상대비를 데시벨로 표현한 것(상대데시벨)이다.
| dB                                              | 출력비 | 출력비     | 진폭비 | 진폭비      |
| ----------------------------------------------- | ------ | ---------- | ------ | ----------- |
| 100                                             | 10000  |            | 100000 |             |
| 90                                              | 1000   |            | 31623  |             |
| 80                                              | 100000 |            | 10000  |             |
| 70                                              | 10000  |            | 3162   |             |
| 60                                              | 1000   |            | 1000   |             |
| 50                                              | 100000 |            | 316    | .2          |
| 40                                              | 10000  |            | 100    |             |
| 30                                              | 1000   |            | 31     | .62         |
| 20                                              | 100    |            | 10     |             |
| 10                                              | 10     |            | 3      | .162        |
| 6                                               | 3      | .981 ≈ 4   | 1      | .995 ≈ 2    |
| 3                                               | 1      | .995 ≈ 2   | 1      | .413 ≈ √2   |
| 1                                               | 1      | .259       | 1      | .122        |
| 0                                               | 1      |            | 1      |             |
| −1                                              | 0      | .794       | 0      | .891        |
| −3                                              | 0      | .501 ≈ 1⁄2 | 0      | .708 ≈ √1⁄2 |
| −6                                              | 0      | .251 ≈ 1⁄4 | 0      | .501 ≈ 1⁄2  |
| −10                                             | 0      | .1         | 0      | .3162       |
| −20                                             | 0      | .01        | 0      | .1          |
| −30                                             | 0      | .001       | 0      | .03162      |
| −40                                             | 0      | .0001      | 0      | .01         |
| −50                                             | 0      | .00001     | 0      | .003162     |
| −60                                             | 0      | .000001    | 0      | .001        |
| −70                                             | 0      | .0000001   | 0      | .0003162    |
| −80                                             | 0      | .00000001  | 0      | .0001       |
| −90                                             | 0      | .000000001 | 0      | .00003162   |
| −100                                            | 0      | .0000001   | 0      | .00001      |
| 출력비 x, 진폭비 √x, dB 동등 10 log10 x의 예시. |        |            |        |             |

## 절대값으로서의 데시벨
데시벨은 원래 두 가지의 전력의 비를 나타내는 무차원의 양이지만, 공학에서는 관습적으로 절대기준값을 정하여 절대 단위로 사용하는 경우가 많다.
- dBSPL(sound pressure level, 음압) : 음압(소리의 매질인 공기의 압력의 실효출력)의 단위는 파스칼(Pa)이지만, 2×10−5Pa를 기준값(0dBSPL)으로 한다.

- 마찬가지로 음의 강한 수준(단위 단면적을 단위 시간에 통과하는 음향의 에너지)의 단위는 W・m−2이지만, 10−12W・m−2를 기준값(0 dB)으로 한 값을 dB로 표현한다.

- dBm : 1mW를 0dB로 한 것. 음향 분야 등에서는 600옴의 임피던스를 기준으로 하는 경우가 많은데, 이 경우 1mW의 전력에 해당하는 교류 전압은 약 0.775Vrms이다.

- dBV : 1Vrms를 0dB로 한 전압(저항과 관련 없음). 주로 가정용 오디오 기기에서 사용되는 음성 신호 레벨의 기준. 통상 마이크의 출력이 -40 dB(10mVrms)에서 -50 dB(3mVrms) 정도이다.

- dBu : 0.775Vrms를 0dB로 한 것으로, 전압의 강함을 dB로 나타낸 것. 부하의 임피던스는 관계없다. 주로 업무용 오디오 기기에서 사용되는 음성 신호 레벨의 기준.

- dBi : 등방성 안테나(전 방향에 균등한 전파를 쏘는 가상의 안테나)를 기준으로 한 안테나의 이득이다. 한편 쌍극 안테나를 기준으로 하는 경우에는 dBd나 dB라고 쓰는데, 등방성 안테나를 기준으로 하는 dBi 값은 쌍극 안테나를 기준으로 하는 dBd 값에 비하여 2.14 큰 값을 갖는다. 예를 들어, 0 dBd = 2.14 dBi가 된다.

- dBμ : 1μVrms(0．000001Vrms)를 0dB로 한 것. 주로 무선 통신에서 사용된다.

- dBμEMF, dBμ(emf) : 무선 통신에서 SG(고주파 신호발생기)의 출력 전압을 표현하는 경우, SG의 출력을 신호원 임피던스로 종단했을 때의 전압(종단전압)으로 표현하는 경우와, SG의 출력을 개방했을 때의 전압(개방전압)으로 표현하는 경우가 있다. 양자는 6dB의 차이가 있기 때문에, 개방전압으로 표현하는 경우에는 dBμ에 이어 EMF(Electro Motive Force의 약자)를 써주거나 따로 설명해 줄 필요가 있다. 예를 들면 50Ω의 경우 113dBμEMF과 107dBμ은 같은 표현으로 약 0dBm이다. 일본에서는 업무용 무선기나 PDC방식 휴대폰기기에서 dBμEMF가 자주 사용된다. 미국이나 아마추어 무선에서는 dBμ가 자주 사용된다. 규격이나 사양에서는 EMF가 생략되는 경우도 많기 때문에 주의를 요한다. 예를 들면 -6dBμ의 수신 감도의 업무 무선기와 -12dBμ의 수신 감도의 아마추어 무선기는 같은 수신 감도를 갖지만, 아마추어 무선기쪽이 더 좋은 수신 감도를 가진다고 오인할 우려가 있다. dBm으로 표기하면 틀릴 우려는 없다.

## 같이 보기
- 겉보기등급
- 센트 (음악)
- 네퍼
- 수소 이온 농도 지수